# Еремково (Тверская область)
Еремко́во — село в Удомельском городском округе Тверской области. 

## География
Находится в 16 км к востоку от города Удомля на берегу озера Клещино. Станция на железной дороге «Бологое — Сонково — Рыбинск».
В деревне контора СПК «Еремковский».

## История
В 1769 году в селе Еваново (ныне в составе села Еремково) была построена деревянная Воскресенская церковь с 3 престолами.
Полустанок Еваново возник после строительства Рыбинско-Бологовской железной дороги в 1870 году. Название по ближайшему сельцу Еваново Поддубской волости Вышневолоцкого уезда. Существовало также село Еваново, в котором находился деревянный храм Успения Богородицы и жили две семьи духовенства из десяти человек. В 1904 году станция Еваново была переименована в Еремково по названию сельца Еремково, которое находилось на озере Прудно (сейчас деревня Ново-Еремково и озеро Еремково).
В 1930-х годах село Еваново переименовано в село Еремково. В 1936—1960 годах Еремково входило в состав Брусовского района Калининской области.
В 1970-80-е годы Еремково — центр сельсовета, центральная усадьба совхоза «Еремковский»; здесь молокозавод, лесничество, школа, Дом культуры, библиотека, медпункт, столовая, магазин. По переписи 1989 года население — 304 человека.
В 1996 году — 130 хозяйств, 277 жителей.
До 2015 года село являлось центром Еремковского сельского поселения, с 2015 года в составе Удомельского городского округа.
В 2019 году жители Еремкова, где закрыли единственную школу, а после сильного урагана люди остались без электричества, написали письмо президенту РФ В. Путину с просьбой их расстрелять.

## Население
| 1859 | 1989 | 1996 | 2002 | 2010 |
| ---- | ---- | ---- | ---- | ---- |
| 69   | ↗304 | ↘277 | ↘269 | ↗301 |